# Granota roja
La granota roja o granota pirinenca (Rana temporaria) és una granota de color bru rosat que ateny els dotze centímetres de longitud, que als Països Catalans i als Pirineus és comuna.

## Descripció
És de color marronós amb taques fosques. Té la taca timpànica fosca i dos plecs glandulars longitudinals a l'esquena. Els mascles es distingeixen de les femelles pel color blau del seu sac vocal durant l'estació de cria, i pels visibles coixinets nupcials de color fosc que tenen als polzes i que inflen sempre en època d'aparellament.

## Distribució
Es troba a quasi tot Europa, fins al cercle polar àrtic i els Urals, a excepció de gran part de la península Ibèrica, el sud d'Itàlia, i el sud dels Balcans. També es pot trobar a Irlanda, on fou introduïda i n'és una espècie al·lòctona.
A Catalunya té l'extrem meridional de la seva àrea de distribució. Es troba al Pirineu, on és força comuna, i en indrets puntuals de les Guilleries i el Montseny.
Es pot trobar des del nivell del mar fins als 2.700 metres d'altitud.

## Ecologia
És força aquàtica a l'època de reproducció, però fora d'aquest temps se la pot trobar força lluny de l'aigua. Prefereix les aigües calmades amb fons de llot.